# Gwiazda Kimberleya
Gwiazda Kimberleya (ang. Kimberley Star) – srebrne odznaczenie rady miejskiej Kimberley, zaliczane do nieoficjalnych medali kampanii brytyjskich, ustanowione przez burmistrza tego miasta w 1900, przyznawane za udział w obronie oblężonego Kimberley w latach 1899–1900 podczas II wojny burskiej.